# 2011년 일본 프로 야구 신인 선수 선택 회의
2011년도 일본 프로 야구 신인 선수 선택 회의는 2011년 10월 27일에 그랜드 프린스 호텔 신 다카나와에서 열린 제47회 프로 야구 드래프트 회의이다. 도시바가 특별 협찬했으며 지명을 포함한 명칭은 "2011 프로 야구 드래프트 회의 supported by TOSHIBA"이다.

## 개요
2008년 이후 드래프트 회의에서 고등학생 및 대학생·사회인을 동시에 지명하는 시스템을 채용했다. 도시바가 3년 연속 스폰서를 맡음으로써 지명 선수의 설명에 노트북이 사용되었고, 선수 데이터 열람 용으로 도시바의 태블릿 PC가 사용되었다. 지명은 컴퓨터에서 LAN을 통해 이루어졌는데, 지명 경쟁 때에는 이전과 마찬가지로 각 구단 관계자에 의한 추첨이 이루어졌다. 또한 3년 연속으로 일반 팬의 관람 희망자를 모집하여 회장에 초대했다.
또한 지명 순서는 동일본 대지진의 영향으로 시즌 개막이 늦춰지고 공식전 일정이 연기된 것에 따라 회의 개최 1주일 전(10월 20일) 당시의 순위에 따라 결정하는 것으로 정했다(실제로 10월 18일 전 구단의 순위가 확정). 또한 올스타 게임에서 퍼시픽 리그가 센트럴 리그에 2승 1패로 우세함에 따라 2위 이후 지명 순서는 퍼시픽 리그 구단에게 우선권이 주어졌다.
이 해에는 후지오카 다카히로, 스가노 도모유키, 노무라 유스케가 "대학 BIG 3"로 주목받았다. 노무라는 히로시마에 단독 지명을 받았지만 후지오카와 스가노는 지명 구단들이 경쟁하게 되었다. 이 가운데 스가노는 도카이 대학의 야구부 감독인 하라 미쯔구의 손자이며 숙부가 하라 다쓰노리 요미우리 자이언츠 감독이기 때문에 요미우리가 지명을 할 것이라는 소문이 공공연하게 나돌았으며, 이전 년도의 사와무라 히로카즈처럼 단독 지명이 확실시되었다. 그러나 홋카이도 닛폰햄 파이터스가 스가노를 지명, 닛폰햄의 구단 사장인 츠다 사토시가 교섭권 확정 용지를 뽑아내면서 회장에서는 환성이 일었다. 이후 스가노는 닛폰햄에 입단을 거부, 일 년을 재수하게 되었다.

## 기타
- 닛폰햄에 7순위로 지명된 오시마 타쿠미는 와세다 대학의 소프트볼 선수이다. 지금까지 다른 종목에서 프로 야구에 입단한 예는 육상의 이이지마 히데오·후지세 시로·다치모리 데쓰시·가토 야스오, 레슬링의 가쓰라모토 가즈오가 있지만 소프트볼 계에서는 오시마가 최초이다.
- 주니치에 6순위로 지명된 송상훈은 8월에 열린 한국 프로야구 드래프트 회의에서 LG 트윈스에서 지명을 받은 상태였다. 송상훈은 후쿠이 고등학교에 2년간 유학하고 있었기 때문에 일본의 드래프트 회의에서 지명받을 수 있었고, 선수 본인이 LG의 입단을 거부하고 있었기 때문에 주니치가 지명을 강행했다.
- 이 드래프트에서 사이타마 세이부 라이온스가 최초로 육성 드래프트에 참가했다.

## 1순위 중복 지명 선수
|              | 선수 이름         | 위치   | 지명 구단                |
| ------------ | ----------------- | ------ | ------------------------ |
| 중복 첫 번째 | 후지오카 다카히로 | 투수   | 롯데, 요코하마, 라쿠텐   |
| 중복 첫 번째 | 스가노 도모유키   | 투수   | 요미우리, 닛폰햄         |
| 중복 첫 번째 | 다카하시 슈헤이   | 내야수 | 오릭스, 야쿠르트, 주니치 |
| 중복 두 번째 | 마쓰모토 류야     | 투수   | 요코하마, 요미우리       |

- 굵게 표시된 구단은 교섭권 획득 구단. 구단 이름은 제비뽑기 순이었다.

## 지명 목록
육성 선수 입단에 굵게 표시된 선수는 이후 지배 하에 선수 등록이 된 선수.

### 퍼시픽 리그

#### 후쿠오카 소프트뱅크 호크스
| 순위              | 선수 이름         | 위치   | 소속                     | 결과 |
| ----------------- | ----------------- | ------ | ------------------------ | ---- |
| 1위               | 다케다 쇼타       | 투수   | 미야자키 니혼 대학 고교  | 입단 |
| 2위               | 요시모토 쇼지     | 투수   | 아다치가쿠인 고교        | 입단 |
| 3위               | 쓰카다 마사요시   | 내야수 | 하쿠오 대학              | 입단 |
| 4위               | 시라네 나오키     | 내야수 | 가이세이 고교            | 입단 |
| 5위               | 가야마 신야       | 투수   | JX-ENEOS                 | 입단 |
| 육성선수 드래프트 |                   |        |                          |      |
| 순위              | 선수 이름         | 위치   | 소속                     | 결과 |
| 1위               | 가마모토 고       | 외야수 | 세이료 고교              | 입단 |
| 2위               | 가메자와 교헤이   | 내야수 | 가가와 올리브 가이너스   | 입단 |
| 3위               | 미우라 쇼타       | 투수   | 이와테 대학              | 입단 |
| 4위               | 시미즈 다카시     | 투수   | 군마 다이아몬드 페가수스 | 입단 |
| 5위               | 아라사키 신야     | 내야수 | 니혼 문리대학            | 입단 |
| 6위               | 사사누마 아키히로 | 포수   | 올 아시카가 클럽         | 입단 |
| 7위               | 이이다 가즈야     | 포수   | 고치 파이팅 독스         | 입단 |

#### 홋카이도 닛폰햄 파이터스
| 순위 | 선수 이름         | 위치   | 소속                       | 결과      |
| ---- | ----------------- | ------ | -------------------------- | --------- |
| 1위  | 스가노 도모유키   | 투수   | 도카이 대학                | 거부·유급 |
| 2위  | 마쓰모토 고       | 내야수 | 데이쿄 고교                | 입단      |
| 3위  | 이시카와 신고     | 내야수 | 히가시오사카 가시와라 고교 | 입단      |
| 4위  | 곤도 겐스케       | 포수   | 요코하마 고교              | 입단      |
| 5위  | 모리우치 도시하루 | 투수   | JR 동일본 도호쿠           | 입단      |
| 6위  | 우와사와 나오유키 | 투수   | 센슈 대학 마쓰토 고교      | 입단      |
| 7위  | 오시마 다쿠미     | 포수   | 와세다 대학(소프트볼 부)   | 입단      |

#### 사이타마 세이부 라이온스
| 순위              | 선수 이름       | 위치   | 소속                   | 결과 |
| ----------------- | --------------- | ------ | ---------------------- | ---- |
| 1위               | 도가메 겐       | 투수   | JR 동일본              | 입단 |
| 2위               | 고이시 히로타카 | 투수   | NTT 동일본             | 입단 |
| 3위               | 고마쓰키 히토토 | 포수   | 도난 고교              | 입단 |
| 4위               | 나가에 교헤이   | 내야수 | 나가사키 가이세이 고교 | 입단 |
| 5위               | 다시로 쇼타로   | 외야수 | 하치노헤 대학          | 입단 |
| 육성선수 드래프트 |                 |        |                        |      |
| 순위              | 선수 이름       | 위치   | 소속                   | 결과 |
| 1위               | 후지사와 고메이 | 포수   | 마쓰모토 대학          | 입단 |

#### 오릭스 버펄로스
| 순위              | 선수 이름         | 위치   | 소속                 | 결과 |
| ----------------- | ----------------- | ------ | -------------------- | ---- |
| 1위               | 아다치 료이치     | 내야수 | 도시바               | 입단 |
| 2위               | 시마다 다쿠야     | 내야수 | JR 동일본            | 입단 |
| 3위               | 사토 다쓰야       | 투수   | Honda                | 입단 |
| 4위               | 가이다 도모유키   | 투수   | 니혼 생명            | 입단 |
| 5위               | 료지 류지         | 포수   | J 프로젝트           | 입단 |
| 6위               | 쓰쓰미 유키       | 내야수 | 류고쿠 고교          | 입단 |
| 7위               | 고지마 슈헤이     | 내야수 | 신일본제철 가시마    | 입단 |
| 8위               | 가와바타 다카요시 | 외야수 | JR 동일본            | 입단 |
| 육성선수 드래프트 |                   |        |                      |      |
| 순위              | 선수 이름         | 위치   | 소속                 | 결과 |
| 1위               | 이나쿠라 다이키   | 외야수 | 구마모토 고쿠후 고교 | 입단 |
| 2위               | 가키하라 료키     | 내야수 | 친세이 고교          | 입단 |

#### 도호쿠 라쿠텐 골든이글스
| 순위              | 선수 이름         | 위치   | 소속                   | 결과 |
| ----------------- | ----------------- | ------ | ---------------------- | ---- |
| 1위               | 무토 요시타카     | 투수   | JR 홋카이도            | 입단 |
| 2위               | 가마타 요시나오   | 투수   | 가나자와 고교          | 입단 |
| 3위               | 미요시 다쿠미     | 투수   | 규슈 국제대학 부속고교 | 입단 |
| 4위               | 오카지마 다케로   | 포수   | 하쿠오 대학            | 입단 |
| 5위               | 기타가와 린타로   | 외야수 | 메이토기주쿠 고교      | 입단 |
| 6위               | 시마우치 히로아키 | 외야수 | 메이지 대학            | 입단 |
| 육성선수 드래프트 |                   |        |                        |      |
| 순위              | 선수 이름         | 위치   | 소속                   | 결과 |
| 1위               | 진보 다카히로     | 외야수 | 트랜시스               | 입단 |

#### 지바 롯데 마린스
| 순위 | 선수 이름         | 위치   | 소속             | 결과 |
| ---- | ----------------- | ------ | ---------------- | ---- |
| 1위  | 후지오카 다카히로 | 투수   | 도요 대학        | 입단 |
| 2위  | 나카우시로 유헤이 | 투수   | 긴키 대학        | 입단 |
| 3위  | 스즈키 다이치     | 내야수 | 도요 대학        | 입단 |
| 4위  | 마스다 나오야     | 투수   | 간사이 국제 대학 | 입단 |

### 센트럴 리그

#### 주니치 드래곤스
| 순위 | 선수 이름         | 위치   | 소속                  | 결과 |
| ---- | ----------------- | ------ | --------------------- | ---- |
| 1위  | 다카하시 슈헤이   | 내야수 | 도카이 대학 고후 고교 | 입단 |
| 2위  | 니시카와 겐타로   | 투수   | 세이료 고교           | 입단 |
| 3위  | 다지마 신지       | 투수   | 도카이가쿠인 대학     | 입단 |
| 4위  | 쓰지 다케히코     | 투수   | 일본 체육대학         | 입단 |
| 5위  | 가와사키 다카히로 | 투수   | 츠히가시 고교         | 입단 |
| 6위  | 송상훈            | 투수   | 신일고(한국)          | 입단 |

#### 도쿄 야쿠르트 스왈로스
| 순위              | 선수 이름         | 위치   | 소속                 | 결과 |
| ----------------- | ----------------- | ------ | -------------------- | ---- |
| 1위               | 가와카미 료헤이   | 외야수 | 고세이가쿠인 고교    | 입단 |
| 2위               | 기야 료헤이       | 투수   | 니혼 문리대학        | 입단 |
| 3위               | 히야네 와타루     | 외야수 | 일본제지 이시노마키  | 입단 |
| 4위               | 오타 유야         | 투수   | 일본제지 이시노마키  | 입단 |
| 5위               | 나카네 유지       | 투수   | 도호쿠 복지대학      | 입단 |
| 6위               | 후루노 마사토     | 투수   | 미쓰비시 중공업 고베 | 입단 |
| 육성선수 드래프트 |                   |        |                      |      |
| 순위              | 선수 이름         | 위치   | 소속                 | 결과 |
| 1위               | 도쿠야마 다케아키 | 투수   | 리쓰메이칸 대학      | 입단 |
| 2위               | 가나부시 우고     | 투수   | 하쿠오 대학          | 입단 |

#### 요미우리 자이언츠
| 순위              | 선수 이름         | 위치   | 소속                            | 결과 |
| ----------------- | ----------------- | ------ | ------------------------------- | ---- |
| 1위               | 마쓰모토 류야     | 투수   | 에이메이 고교                   | 입단 |
| 2위               | 이마무라 노부타카 | 투수   | 다이세이 가쿠인대학 고교        | 입단 |
| 3위               | 이치오카 류지     | 투수   | 오키 데이터 컴퓨터 교육학원     | 입단 |
| 4위               | 다카기 교스케     | 투수   | 고쿠가쿠인 대학                 | 입단 |
| 5위               | 다카하시 고       | 내야수 | 니혼 문리고교                   | 입단 |
| 6위               | 에가라시 유키     | 투수   | 도시바                          | 입단 |
| 7위               | 다하라 세이지     | 투수   | 미쓰비시 자동차 구라시키 오션스 | 입단 |
| 육성선수 드래프트 |                   |        |                                 |      |
| 순위              | 선수 이름         | 위치   | 소속                            | 결과 |
| 1위               | 모리 가즈키       | 투수   | 시립 가시와 고교                | 입단 |
| 2위               | 쓰치다 미즈키     | 투수   | 에히메 만다린 파이어리츠        | 입단 |
| 3위               | 시바타 료고       | 투수   | 메이지 대학                     | 입단 |
| 4위               | 요시카와 지카라   | 포수   | 라쿠호쿠 고교                   | 입단 |
| 5위               | 아메미야 다카시   | 투수   | 니가타 알비렉스 BC              | 입단 |
| 6위               | 와타나베 다카히로 | 투수   | 니가타 알비렉스 BC              | 입단 |

#### 한신 타이거스
| 순위              | 선수 이름         | 위치   | 소속                     | 결과 |
| ----------------- | ----------------- | ------ | ------------------------ | ---- |
| 1위               | 이토 하야타       | 외야수 | 게이오기주쿠 대학        | 입단 |
| 2위               | 사이우치 히로아키 | 투수   | 세이코가쿠인 고교        | 입단 |
| 3위               | 니시타 나오토     | 내야수 | 오사카도인 고교          | 입단 |
| 4위               | 이토 가즈오       | 투수   | 도쿄 국제대학            | 입단 |
| 5위               | 마쓰다 료마       | 투수   | 하사미 고교              | 입단 |
| 육성선수 드래프트 |                   |        |                          |      |
| 순위              | 선수 이름         | 위치   | 소속                     | 결과 |
| 1위               | 히로카미 세이야   | 포수   | 군마 다이아몬드 페가수스 | 입단 |

#### 히로시마 도요 카프
| 순위              | 선수 이름         | 위치   | 소속                   | 결과 |
| ----------------- | ----------------- | ------ | ---------------------- | ---- |
| 1위               | 노무라 유스케     | 투수   | 메이지 대학            | 입단 |
| 2위               | 기쿠치 료스케     | 내야수 | 주쿄가쿠인 대학        | 입단 |
| 3위               | 도다 다카야       | 투수   | 쇼난 고교              | 입단 |
| 4위               | 하부 쇼헤이       | 외야수 | 와세다 대학            | 입단 |
| 육성선수 드래프트 |                   |        |                        |      |
| 순위              | 선수 이름         | 위치   | 소속                   | 결과 |
| 1위               | 도미나가 하지메   | 투수   | 도쿠시마 인디고 삭스   | 입단 |
| 2위               | 나카무라 마사타카 | 투수   | 가가와 올리브 가이너스 | 입단 |
| 3위               | 쓰카다 고헤이     | 투수   | 와세다 대학            | 입단 |
| 4위               | 미케 가즈마       | 외야수 | 시립 와카야마 고교     | 입단 |

#### 요코하마 DeNA 베이스타스
| 순위              | 선수 이름                | 위치   | 소속                   | 결과 |
| ----------------- | ------------------------ | ------ | ---------------------- | ---- |
| 1위               | 기타가타 유조            | 투수   | 가라쓰 상업고교        | 입단 |
| 2위               | 다카조 슈토              | 포수   | 규슈 국제대학 부속고교 | 입단 |
| 3위               | 와타나베 유키            | 내야수 | 간사이 고교            | 입단 |
| 4위               | 구와하라 마사유키        | 내야수 | 후쿠지야마세이비 고교  | 입단 |
| 5위               | 오토사카 도모            | 외야수 | 요코하마 고교          | 입단 |
| 6위               | 사무라 트래비스 미키히사 | 투수   | 우라소에 상업고교      | 입단 |
| 7위               | 마쓰이 휴마              | 내야수 | 미쓰비시 중공 히로시마 | 입단 |
| 8위               | 고무라 도오루            | 투수   | 치가사키니시야마 고교  | 입단 |
| 9위               | 이토 다쿠로              | 투수   | 데이쿄 고교            | 입단 |
| 육성선수 드래프트 |                          |        |                        |      |
| 순위              | 선수 이름                | 위치   | 소속                   | 결과 |
| 1위               | 도미타 고스케            | 투수   | 가가와 올리브 가이너스 | 입단 |
| 2위               | 니시모리 마사시          | 포수   | 가가와 올리브 가이너스 | 입단 |